# Manuel Mira
Manuel Mira Candel, escritor y periodista nacido en Orihuela  (Alicante) en 1945. Estudió Derecho en las universidades de Valencia  y Madrid  y Periodismo en la capital de España. Premio "Azorin" de Novela en 2004 por "El Secreto de Orcelis", y Segundo Premio Literario Internacional "Dino Buzzati" en 2015 por la novela "El Olivo que no ardió en Salónica".   

## Trayectoria
Periodista de amplia trayectoria profesional, ha sido redactor jefe de La Verdad y ABC, director general de medios de Elche Comunicaciones y columnista en Las Provincias y El Mundo. También fue Presidente de la Asociación de la Prensa de Alicante.
En la actualidad se encuentra retirado del periodismo en activo, aunque sigue colaborando como columnista en algunos medios. Durante los últimos años, y a raíz de una grave enfermedad, se dedica por entero a la actividad literaria, campo en el que ha desarrollado una intensa labor. Manuel Mira quedó finalista en 2003 en los premios de novela Azorín y en el Ciudad de Torrevieja. Ganó en 2004 el Premio Azorín con su novela "El Secreto de Orcelis", por decisión unánime del jurado, con excelentes críticas y ventas. La novela fue editada por Planeta. Con posterioridad publicó varios cuentos en antologías y en colecciones privadas. En 2008 publicó Ella Era Islandia, novela en la que se confirma como un narrador dotado de gran imaginación y sensibilidad poética. La novela es una parábola sobre la crisis global: tres personajes abandonan su mundo y se pierden, a bordo de un bacaladero, en el Ártico en busca de una isla a la que nunca se llega. Ella era Islandia está publicada por Bohodón Ediciones. Recientemente, se ha hecho una revisión de la misma.
En 2009 publicó Madre Tierra (Editorial Club Universitario), novela de estructura épica sobre la efeméride de un militar republicano español que termina enrolándose en el ejército sudafricano que combate en El Alamein. La novela, de más se 700 páginas, está narrada por un periodista americano del The New York Times que fue testigo como corresponsal de los últimos días de la Guerra Civil Española en Alicante y luego en el norte de África durante la Segunda Guerra Mundial. En "Madre Tierra", Manuel Mira Candel aporta una perspectiva de introspección sobre la Guerra Civil española: la del romanticismo de la autodestrucción. El crítico Ricardo Senabre dijo de Manuel Mira en El Cultural de El Mundo que posee "calidad de libro", y el escritor Carlos Salem comparó su evolución del periodismo a la literatura como el de la maduración de los frutos. En 2010 publicó, a instancias de la Fundación Empresa Universidad de Alicante, el ensayo "Crónica de una Transición", el largo camino del Centro de Estudios Universitarios a la Universidad de Alicante, que coincide con el de la Transición Política Española. En 2012 publicó la novela "El Apeadero", una fábula sobre el mundo absurdo hacia el que nos ha arrastrado la crisis económica: un funcionario del Ministerio de Obras Públicas es comisionado para hacer un estudio sobre la conversión de un apeadero de tren fuera de servicio en una localidad perdida de Castilla, Maldinuera, en una estación para el tren de alta velocidad. En 2013 publicó la biografía (no autorizada) de Juan Roig, presidente de Mercadona, bajo el título "El emprendedor visionario". En la misma editorial, La Esfera de los Libros, publicó en 2015 la novela de ficción histórica "El olivo que no ardió en Salónica", monumental trabajo de investigación sobre los orígenes sefardíes de la familia de Isaac Carasso, creador en 1919 de la empresa Danone en Barcelona. La novela obtuvo ese mismo año el reconocimiento del "Segundo Premio Literario Internacional Dino Buzzati", en Turín, y excelentes críticas. En 2019 publicó la novela "Esperando a Sarah Miles en la playa de Inch". En marzo de 2020 publicó la novela "Las zapatillas vietnamitas", editada por Olélibros, Valencia, su primera incursión en el relato de acción y aventura.    

En la actualidad, Manuel Mira Candel última la revisión de un nuevo manuscrito y se halla inmerso en el proceso creativo de un nuevo proyecto de novela negra. Reside entre Mutxamel y Benasque, dedicado a la creación literaria.
- Datos: Q5993791